# Choku-Zuki
Choku-Zuki [ˈtʃokɯˌzɯki] (jap. 直突き, chokuzuki) ist eine elementare Angriffstechnik in der Budō-Disziplin Karate und der allgemeine Begriff für den geraden Fauststoß nach vorne.
Der Begriff Choku-Zuki definiert keine Beinstellung für die Ausführung, bezeichnet also eine reine Armtechnik. Dabei wird er in einer symmetrischen Grundstellung wie zum Beispiel Heiko-Dachi, Kiba-Dachi oder Shiko-Dachi ausgeführt. Bei unsymmetrischen Beinstellungen werden je nach Ausführung in Relation zur Beinstellung/-bewegung spezifische Unterformen unterschieden, wie Oi-Zuki (gleichseitiger Fauststoß), Gyaku-Zuki (gegenseitiger Fauststoß), Kizami-Zuki (Prellstoß).